# Halloween-Dokumente
Die Halloween-Dokumente (englisch Halloween Documents) sind der außerhalb von Microsoft gebräuchliche Name für eine Reihe vertraulicher Schreiben zu potentiellen Strategien gegen die Entwicklung von Open-Source-Software und insbesondere von GNU/Linux. 
Das erste dieser Dokumente war ein von Microsofts Vizepräsident James Allchin für seinen Vorstandskollegen Paul Maritz in Auftrag gegebenes und vom Microsoft-Entwickler Vinod Valloppillil verfasstes Memorandum. Unter dem Titel Open Source Software: A (New?) Development Methodology diskutiert es die Frage, welche Gefahren sich für Microsoft durch Open Source Software (OSS) ergeben können. Das Memorandum gelangte über Eric S. Raymond am 1. November 1998 (ein Tag nach Halloween) an die Öffentlichkeit, als dieser eine kommentierte Version des Papiers auf seiner Website veröffentlichte. Das Papier enthielt Bezüge zu einem zweiten von Valloppillil unter Mitwirkung von Josh Cohen verfassten Dokument, welches sich speziell mit dem Betriebssystem GNU/Linux befasste und ebenfalls von Raymond veröffentlicht wurde. Ein drittes internes Memo bestätigte die zuvor bestrittene Echtheit der beiden vorigen.
Die als vertrauliche Unterlagen (Microsoft confidential) gekennzeichneten Dokumente identifizieren Open-Source-Software (OSS) und insbesondere GNU/Linux als große Gefahr für Microsofts Dominanz in der Softwarebranche. Das Dokument beinhaltet Überlegungen, wie die Open-Source-Bewegung zu stoppen sei.
Die Dokumente bescheinigen den Produkten aus den Bereichen Open Source und freie Software eine technologische Ebenbürtigkeit zu einigen Microsoft-Produkten und beschäftigen sich mit der Frage, wie deren Verbreitung bekämpft werden könne. Für Microsoft war die Veröffentlichung der Dokumente eine peinliche Angelegenheit, da sie im Kontrast zu den öffentlichen Äußerungen des Unternehmens zu diesem Thema standen.
Seit der Veröffentlichung der ersten beiden Dokumente sind weitere Memoranden zu ähnlichen Themen aus dem Hause Microsoft aufgetaucht und veröffentlicht worden. Zusammengenommen bezeugen diese Dokumente, dass Microsoft die Open-Source-Gemeinde scharf im Auge behält und die Entwicklung der freien Software als Bedrohung ihrer Überlebensfähigkeit in der Softwarebranche betrachtet.
Zitate aus den Halloween-Dokumenten:
- „Fallstudien aus dem Internet haben kürzlich auf sehr dramatische Weise gezeigt […], dass die Qualität kommerzieller Produkte durch Open-Source-Produkte erreicht und (teilweise) sogar übertroffen werden kann.“
- „Open-Source-Software ist ein anhaltender Trend […] FUD- (‚Schmutzkampagnen‘-)Taktiken können nicht gegen sie eingesetzt werden.“
- „Solange Dienstleistungen/Protokolle als austauschbare Waren angesehen werden, kann Linux gewinnen.“
- „Microsoft sollte seine Protokolle und Applikationen so gestalten, dass sie als ‚nicht austauschbar‘ angesehen werden.“

Die letztgenannte Strategie wird oftmals als Strategie des „Annehmens, Erweiterns und Auslöschens“ (englisch: „Embrace, Extend and Extinguish“) bezeichnet.

## Die Dokumente
Es gilt zu beachten, dass nur ein Teil der als „Halloween Documents“ bezeichneten Dokumente, die tatsächlich in die Öffentlichkeit gelangten, interne Papiere von Microsoft sind (insbesondere die Dokumente Nr. I, II, VII, VIII und X). Ein weiteres (Dokument III) ist eine öffentliche Stellungnahme, die anderen Schreiben sind Antworten von Eric S. Raymond auf zahlreiche Kolumnen, Zeitungsartikel und andere Arbeiten.
1. Open Source Software: A (New?) Development Methodology, von Eric S. Raymond „The Halloween Document“ genannt. Ein Memo, verfasst von Microsofts Vinod Valloppillil. Beschreibt die Vorteile der Open-Source-Software und schlägt Mittel zur Bekämpfung derselben vor.
2. Linux OS Competitive Analysis: The Next Java VM?, auch bekannt als „Halloween Document II“ (ebenfalls von Vinod Valloppillil). Beschreibt die Architektur des GNU/Linux-Systems, seine Verbindungen zu Unix und Windows NT sowie die wachsende Beliebtheit der Software.
3. Öffentliche Stellungnahme von Aurelia van den Berg, Pressesprecherin von Microsoft Netherlands, genannt „Halloween Document III“. Eine kurze Stellungnahme zu den beiden oben genannten Dokumenten. Dieses Statement wurde später unter „official response“[5] von Microsoft als offizielle Stellungnahme übernommen.
4. Halloween Document IV: When Software Things Were Rotten. Eine Parodie von Raymond auf die ersten beiden Halloween-Dokumente, zusammen mit einem Zitat von Microsofts Ed Muth, der Open-Source-Entwickler mit Robin Hood vergleicht.
5. Halloween Document V: The FUD Begins. Antwort von Raymond auf Ed Muths Anschuldigungen, Linux hätte einen „geringen Nutzenwert“.
6. Halloween Document VI: The Fatal Anniversary. Eine Antwort von Raymond zu Untersuchungen der Gartner Group im Auftrage Microsofts.
7. Research E-Bulletin: Attitudes Towards Shared Source and Open Source Research Study, auch bekannt als Halloween VII: Survey Says. Zusammenfassung einer Umfrage unter Entwicklern und IT-Managern zu Microsofts Shared-Source-Programm. Geringe Kosten („total cost of ownership“) werden als Hauptgrund für den Umstieg zu GNU/Linux genannt.
8. OSS and Government, bekannt als Halloween VIII: Doing the Damage-Control Dance. Eine Vorführung von „Group Vice President of Worldwide Sales“, Orlando Ayala, vor Microsoft-Regionalmanagern. Beschreibt die Unterstützung aus dem Hauptquartier für die regionalen Manager, wenn sie sich in Ausschreibungen (insbesondere bei Regierungen) einem Wettbewerb mit GNU/Linux konfrontiert sehen.
9. Halloween IX: It Ain’t Necessarily SCO. Antwort von Rob Landley und Raymond auf die Anschuldigungen der SCO Group in einer Klagevorbereitung gegen IBM (siehe „SCO gegen Linux“). Der Titel des Artikels ist eine Parodie auf das Lied „It Ain’t Necessarily So“ („Es muss nicht unbedingt so sein“), aus George Gershwins Oper „Porgy and Bess“.
10. Eine E-Mail des Unternehmensberaters Mike Anderer an SCOs Chris Sontag, bekanntgeworden unter dem Titel Halloween X: Follow The Money. Beschreibt unter anderem die Zahlung von 86 Millionen US-Dollar von Microsoft an SCO.
11. Halloween XI: Get The FUD. Antwort von Raymond auf Microsofts Marketing-Kampagne „Get The Facts“ gegen GNU/Linux.